# Izbégi Villám Rózsa
Izbégi Villám Rózsa (Gyöngyös, 1903. május 26. – Budapest, 1987. november 30.) magyar szobrász.

## Élete, munkássága
1927-ben végzett az Iparművészeti Iskolában, kisplasztikai szakon; mestere Lux Elek volt. 1928–35 között a Magyar Képzőművészeti Főiskolán tanult; mestere Bory Jenő volt. Alkotásai szobrok, kisplasztikák és domborművek. 1929-től vett részt a Műcsarnok kiállításain. 
Jelenleg egy közterületen álló szobra ismert egy hódmezővásárhelyi óvoda udvarán.
Egy másik műve 1936. június 10-én felavatott Hősi emlékmű Mádon.
Egyházi témájú művei árveréseken előfordultak az utóbbi évtizedekben:
- Krisztus és Bűnbánó Magdolna (életnagyságú szobor carrarai márványból)[3]
- Anya gyermekével (terrakotta dombormű, 38×21cm)[4]